# Les Pirates du désert
Les Pirates du désert est la huitième histoire de la série Les Aventures de Buck Danny de Jean-Michel Charlier et Victor Hubinon. Elle est publiée dans le journal Spirou du no 710 au no 730, puis sous forme d'album en 1952.

## Résumé
Alors que Tumbler et Buck Danny restent enfermés dans les geôles de la base privée de Makar, Sonny et son gardien Jake exécutent des missions de nuit en parachutant des ballots de drogues. Alors qu'une menace d'exécution plane sur les deux pilotes détenus, l'agent infiltré XB-16 parvient, quant à elle, à sortir de son isolement et à s'enfuir en délivrant au passage Tumbler et Buck. Tous trois, ils réussissent à rejoindre la demeure du potentat local, l'émir Hussein, qui s'avère être le chef du réseau des trafiquants. La situation est plus que désespérée pour les trois fuyards et il leur faut beaucoup de chance pour se tirer des griffes de leurs tortionnaires.

## Contexte historique
En 1951, le parti conservateur mené par Churchill revint au pouvoir en Grande-Bretagne. Churchill et les conservateurs considéraient que la position du Royaume-Uni en tant que puissance mondiale reposait sur l'existence de l'Empire et le contrôle du canal de Suez permettait de conserver une position dominante dans le Moyen-Orient en dépit de la perte de l'Inde. Cependant, Churchill ne pouvait ignorer la nouvelle politique égyptienne menée par Gamal Abdel Nasser, lequel avait pris le pouvoir en 1952. L'année suivante, il fut donc convenu que les troupes britanniques se retireraient du canal de Suez et que le Soudan aurait accès à l'auto-détermination en 1955. De fait, le Soudan devint indépendant le 1er janvier 1956.

## Avions
- Douglas DC-3
- North American P-51 Mustang
- Boulton Paul Balliol

## Publication

### Revues
- Journal Spirou du no 710 du 22 novembre 1951 au no 730 du 10 avril 1952.

### Album
- Dupuis mai 1952